# Mazama červený
Mazama červený (Mazama americana) je drobný, štíhlý jelenovitý savec žijící roztroušeně ve vlhkých tropických lesích Střední a Jižní Ameriky, od jižního Mexika po severní Argentinu. Je největší z 9 dosud poznaných druhů rodu mazama, který je řazen do podčeledě jelenců. Zvláštní jméno mazama je odvozeno z aztéckého slova mázatl „jelen“, které má v plurálu tvar mázame.

## Popis
Zvířata tohoto druhu mají srst na hřbetu, hlavě a bocích červenohnědé až kaštanově červené barvy, vnitřní části stehen, krku, spodek ocasu a vnitřní části uší mají bílé, mláďata se rodí s ochrannými bílými skvrnami. Jsou vzhledově pohlavně dimorfní, samci jsou vždy delší i těžší. Mazama červený dosahuje délky od 70 do 130 cm, v kohoutku má výšku blízkou 65 cm, ocas mu měří od 8 do 15 cm a jeho hmotnost se pohybuje v rozmezí od 30 do 40 kg; má štíhlé končetiny a velmi dobře plave.
Jako téměř všichni jelenovití má samec parohy, které jsou tvořeny jen špicemi o délce 10 až 13 cm, které v průběhu roku v nepravidelných intervalech shazuje a následně mu vyrůstají opět nové. U velmi starých zvířat mohou parohy být i vidlicovitě rozvětvené.

## Chování
Žijí rozptýleně, v nepřístupných místech, skrytě a jsou velmi plachá, je proto nesnadné je v přírodě sledovat. Jsou většinou spatřena osamoceně nebo v páru. Při náznaku nebezpečí znehybní, utečou do houštin nebo i přeplavou řeku. Mají však nízkou vytrvalost a snadno mohou být ulovena smečkou psů. Jsou to zvířata denní, téměř celý jej stráví hledáním potravy v hustém porostu, jedinci mají svá území o poloměru asi 1 km.
Jejich hlavní stravou jsou různé tropické plody (asi z 80 %) a dále mladé výhonky a kůra, listy, pupeny, tráva a houby. Jsou nápomocni v rozšiřování semen po okolí, mnohá nestrávená roznášejí v trusu.

## Rozmnožování
Páření u těchto zvířat neprobíhá na celém rozsáhlém území synchronně. Podle místních podmínek se samice dostávají do říje tak, aby se mláďata rodila do období hojnosti potravy, např. až po období sucha. Po 222 až 228 dnech březosti se rodí převážně starším samicím jedno a mladším samicím dvě mláďata, ty samice ukrývají a kojí asi 6 měsíců. Porodní hmotnost je okolo 0,5 kg, pohlavní dospělosti dosahují v době asi 1 roku.

## Taxonomie
V současnosti se v dosud řádně neprozkoumaném druhu mazama červený uznává různý počet poddruhů, toto je jeden z reprezentativních výčtů: 
- Mazama americana americana (Erxleben, 1777)
- Mazama americana carrikeri Hershkovitz, 1959
- Mazama americana gualea J. A. Allen, 1915
- Mazama americana jucunda Thomas, 1913
- Mazama americana rosii Lönnberg, 1919
- Mazama americana rufa (Illiger, 1815)
- Mazama americana sarae Thomas, 1925
- Mazama americana Sheila Thomas, 1913
- Mazama americana trinitatis J. A. Allen, 1915
- Mazama americana whitelyi (Gray, 1873)
- Mazama americana Zamora J. A. Allen, 1915
- Mazama americana Zetta Thomas, 1913

## Ohrožení
Předpokládaná délka jejich života je od 7 do 12, v zajetí až 16 let. Přirození nepřátele jsou jaguáři, pumy, divocí psi, orli a hadi, nezanedbatelným škůdcem jsou i lidé, kteří je loví pro maso a odlesňují rozsáhlá území.
Mazama červený žije na velkém území, a to v množství pravděpodobně dosud nemalém. Protože není stále vyjasněná taxonomie tohoto druhu (některé jeho poddruhy mají hodnotu téměř samostatného druhu) nelze podle IUCN spolehlivě vyhodnotit vývoj jeho početního stavu, je proto hodnocen jako druh o němž chybí věrohodné údaje.